# WISE 1541-2250
WISE 1541-2250 (pełna nazwa WISEPA J154151.66-225025.2) – brązowy karzeł typu Y (obiekt gwiazdopodobny o temperaturze poniżej 500 kelwinów), znajdujący się w gwiazdozbiorze Wagi. Odkryty w 2011 przez teleskop Wide-field Infrared Survey Explorer. Jest jednym z sześciu brązowych karłów typu Y odkrytych w 2011 roku. W maju 2012 roku odkryto kolejne brązowe karły typu Y, zwiększając liczbę znanych obiektów tego typu do 14.

## Odległość
Kiedy odkryto WISE 1541-2250, uznano ten gwiazdopodobny obiekt za najbliższego znanego brązowego karła, położonego w odległości około 9 lat świetlnych od Słońca, jako siódmy najbliższy ze wszystkich systemów gwiezdnych. Z powodu małej jasności obiektu istniało prawdopodobieństwo, że WISE 1541-2250 może znajdować się jeszcze bliżej niż Gwiazda Barnarda (5,94 lat świetlnych). Późniejsze pomiary z 2012 roku pozwoliły ustalić, że znajduje się w odległości ok. 13,7 lat świetlnych (4,2 parseków).

## Typ widmowy i temperatura
WISE 1541-2250 jest jednym z pierwszych znanych przykładów karłów typu Y, obejmującego najzimniejsze obiekty gwiazdopodobne; ma temperaturę powierzchniową około 350 K. Jego klasa widmowa to Y0.5 (początkowo szacowano jako Y0).